# Mapleton (Minnesota)
Mapleton is een plaats (city) in de Amerikaanse staat Minnesota, en valt bestuurlijk gezien onder Blue Earth County.

## Demografie
Bij de volkstelling in 2000 werd het aantal inwoners vastgesteld op 1678.
In 2006 is het aantal inwoners door het United States Census Bureau geschat op 1638, een daling van 40 (-2,4%).

## Geografie
Volgens het United States Census Bureau beslaat de plaats een oppervlakte van
3,9 km², geheel bestaande uit land. Mapleton ligt op ongeveer 316 m boven zeeniveau.

## Plaatsen in de nabije omgeving
De onderstaande figuur toont nabijgelegen plaatsen in een straal van 20 km rond Mapleton.